# Escroquerie de sortie
Ne doit pas être confondu avec Prends l'oseille et tire-toi.
Pour les articles homonymes, voir Escroquerie et sortie.
Une escroquerie de sortie, mieux connu sous l'appellation en anglais exit scam, est un type d'escroquerie dans lequel une entreprise établie cesse d'envoyer des produits commandés tout en continuant à en recevoir le paiement, notamment dans le commerce électronique. Appliquée au commerce des NFT dans la phase d'émission, l'escroquerie est plus volontiers appelée en anglais rug pull (littéralement « tirer le tapis »). Les deux expressions peuvent se résumer en français par « partir avec la caisse »,.
Si l'entreprise a une bonne réputation, il peut y avoir un certain temps avant qu'il soit connu que les commandes ne sont pas expédiées. L'entreprise, dans le même temps, disparaît avec l'argent perçu. Les clients qui ont fait confiance à l'entreprise ne réalisent qu'après l'escroquerie.
Dans le monde des cryptomonnaies, une variante à l'exit scam, départ brutal avec la caisse des membres du projet, est le soft rug : dans ce cas, les initiateurs du projet, tout en récupérant les fonds, disent en laisser les rênes à la communauté, ce qui engendre de faux espoirs et retarde la prise de conscience de l'escroquerie.  
L'escroquerie de sortie la plus importante recensée à ce jour est celle du site internet de marché noir Evolution (en) en 2016. Les administrateurs auraient volé 12 millions de dollars en bitcoins.